# リンフィールド大学
リンフィールド大学（リンフィールドだいがく、英: Linfield University）は、アメリカ合衆国オレゴン州マクミンビル市にある私立大学である。4年制のリベラル・アーツ・カレッジであり、同州ポートランド市にもキャンパスを持つほか、州内の8ヶ所で成人教育プログラムを展開している。リンフィールド・ワイルドキャッツの名でNCAA Division IIIのノースウェスト・カンファレンスに加盟している。2023年時点で1,754人の学生が在籍し、110人を超える常勤の教授陣が、195-エーカー (790,000 m2)のキャンパスで働いている。

## 歴史
リンフィールド大学の起源は、1849年にオレゴンシティで創立したオレゴン・バプチスト教育協会（Oregon Baptist Educational Society）まで遡ることができる。この協会はもともとオレゴンシティ周辺の地域のためにバプチスト系の学校を設立するために作られた。1855年にセバスティアン・C・アダムズがマクミンビルに教室を設けて教育を始めたが、1857年にバプチスト協会がアダムズの土地を買収し学校を設立した。1858年に「マクミンビルのバプチスト・カレッジ」（The Baptist College at McMinnville）としてオレゴン州議会の法令のもと大学化し、マクミンビル・カレッジ（McMinnville College）への改称を経て、最終的に現在の大学名に改称した。
1922年、バプチストの牧師だったジョージ・フィッシャー・リンフィールド師の寡婦フランセス・ロス・リンフィールドが、キリスト教教育の促進のためにマクミンビル・カレッジへ土地を贈与したことを受けて、同大学は師を称えてリンフィールド大学へ改称した。ヨナス・A・”スタイン”・ヨナッソン教授は1938年に上梓した著作"Bricks Without Straw: The Story of Linfield College"の中で、リンフィールド夫人が大学に土地を贈与した動機について、大学理事会の議事録から次のように引用している：「リンフィールド夫人がマクミンビル・カレッジに贈り物をした目的は2つありました。ひとつは夫ジョージ・フィッシャー・リンフィールド師の名前、学界に対する功績、キリスト教に対する影響を世に知らしめることですが、もうひとつはキリスト教教育を促進したいという思いです。」

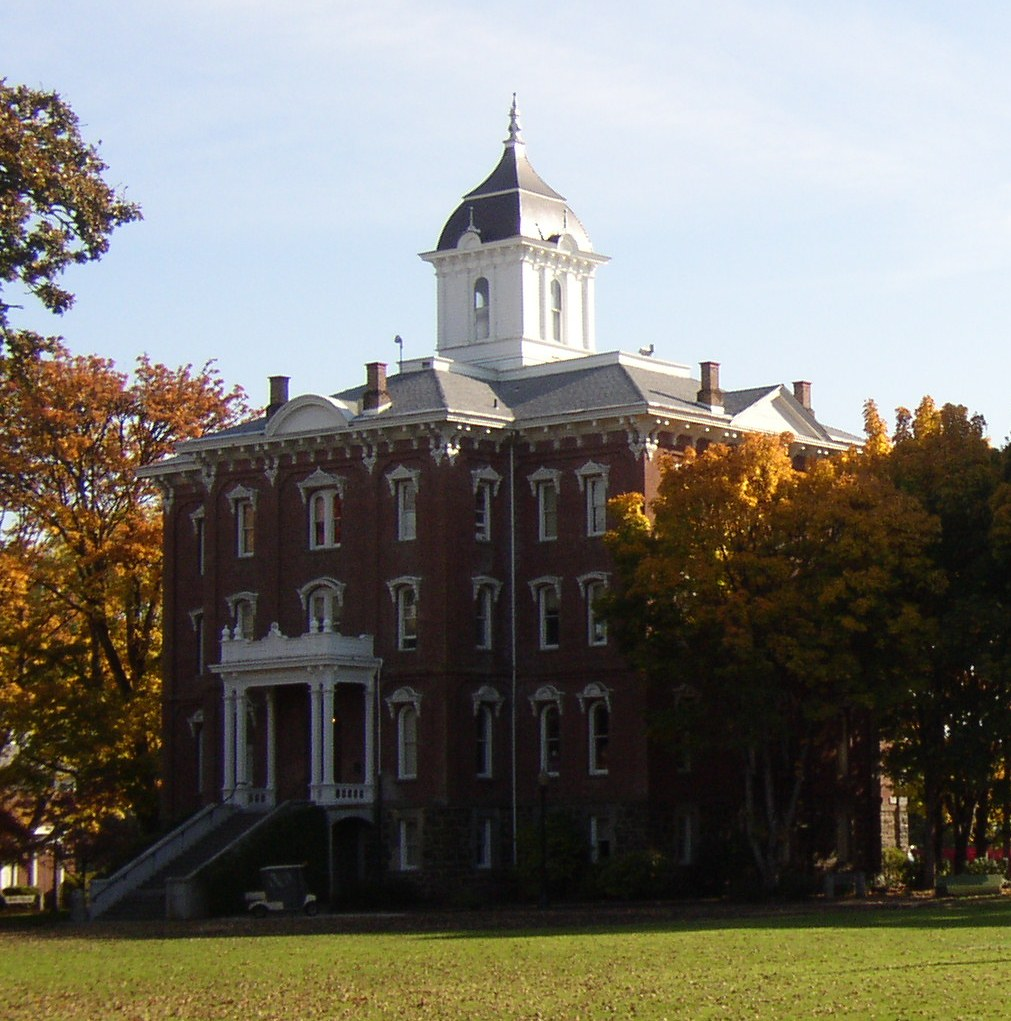
パイオニア・ホール。1882年建造。

成人教育プログラムであるリンフィールド生涯教育部門（Linfield Division of Continuing Education）は、1975年に設置された。現在、オレゴン州内の8ヶ所で、学士号または準学士号の提供する成人教育を展開している。講義はオンラインでも提供している。
1982年にレガシー・グッド・サマリタン病院＆医療センターとの提携協定を結び、ポートランド・キャンパスが設置、看護学の学士号授与を開始した。1992年には同キャンパスで保健科学の学士号の授与を開始した。
2007-2008年度に創立150周年を迎えた。

## ポートランド・キャンパス
リンフィールド＝グッド・サマリタン看護学部（Linfield-Good Samaritan School of Nursing）を擁するポートランド・キャンパスは、オレゴン州ポートランド市のノースウェスト・ディストリクト地区にあり、隣にはレガシー・グッド・サマリタン病院＆医療センターがキャンパスを構える。前身は、1890年にエミリー・ラブリッジが設立したグッド・サマリタン病院看護学部（Good Samaritan Hospital Diploma School of Nursing）である。その他、ポートランド・キャンパスでは保健科学、管理・保健科学、公衆衛生学の専攻を提供している。

## 認定

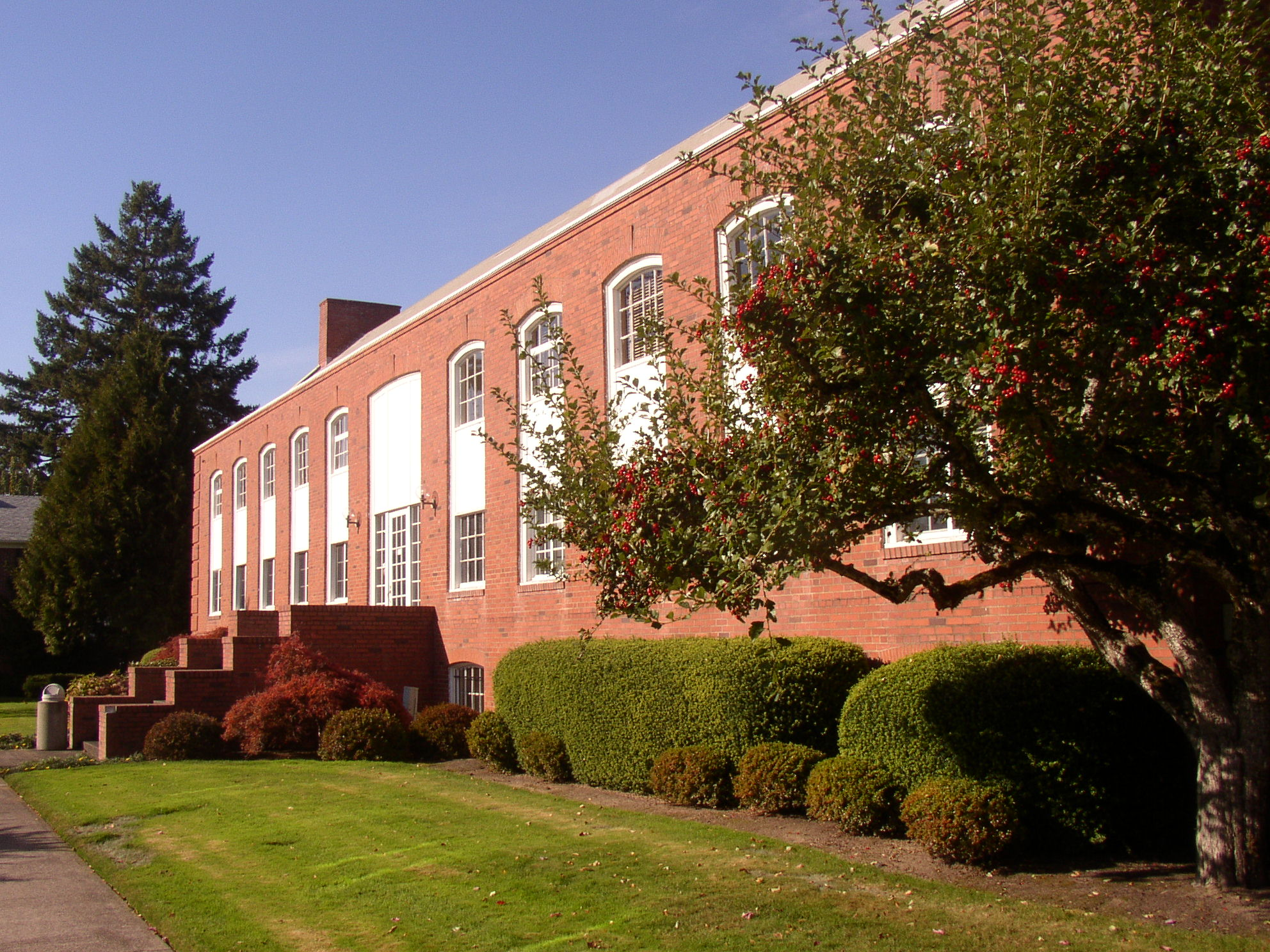
ノースアップ・ホール。1936年建造。2003年まで図書館として用いられた。

リンフィールド大学は、北西地区大学基準協会（Northwest Commission on Colleges and Universities）による地域認定を受けている。個々のプログラムは、加えて独自の認定を受けている。リンフィールド＝グッド・サマリタン看護学部は、オレゴン州看護協会（Oregon State Board of Nursing）および看護師課程大学教育委員会（Commission on Collegiate Nursing Education）の認定を受けている。また、その教育課程はオレゴン州教育基準実践委員会（State of Oregon's Teacher Standards and Practices Commission）の認定を受けている。リンフィールドの音楽課程は全米音楽大学協会（National Association of Schools of Music）の認定を受けている。競技訓練課程は、アスレティックトレーニング教育認定委員会（Commission on Accreditation of Athletic Training Education）の認定を受けている。

## 学術

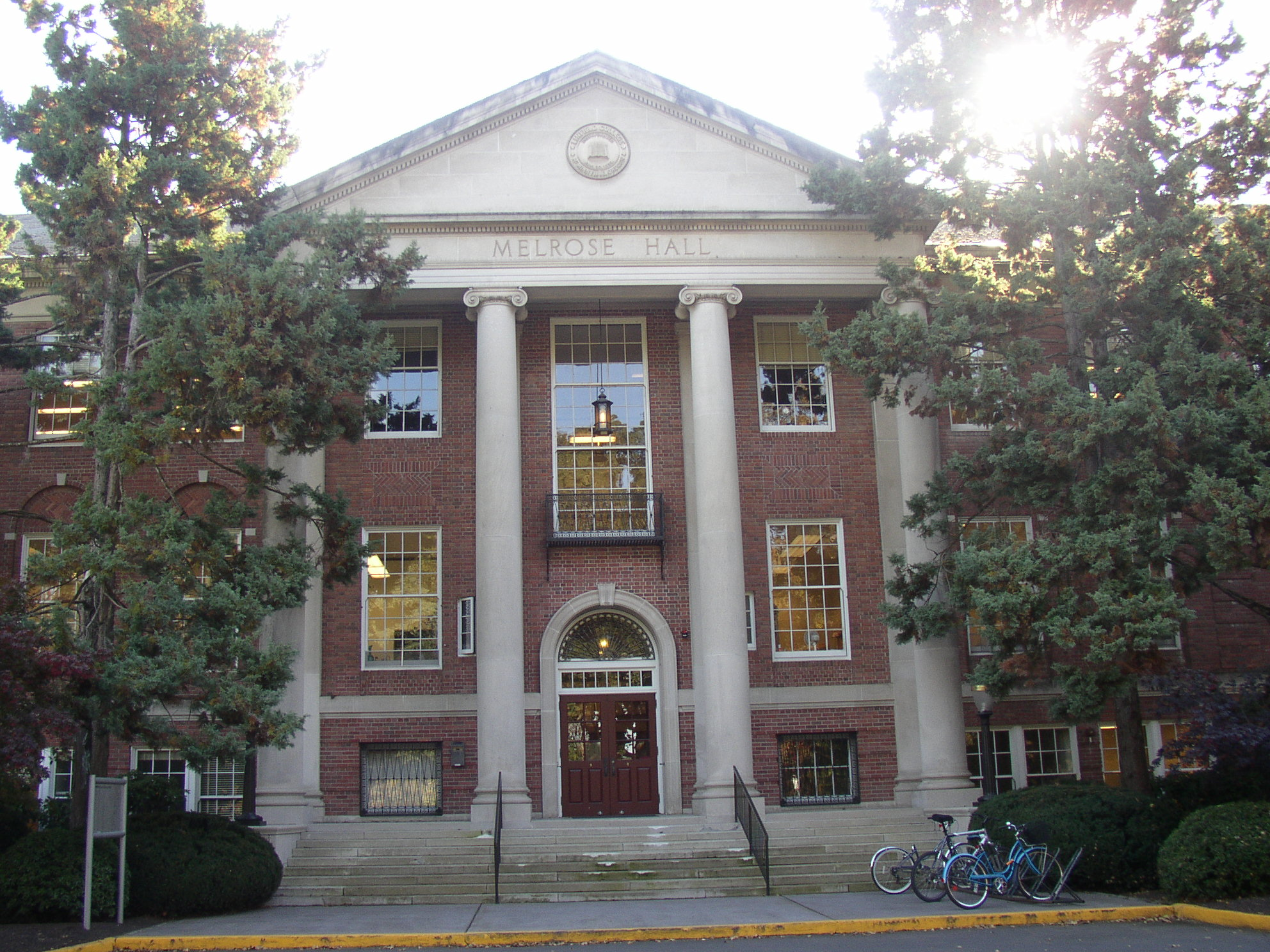
メルローズ・ホール。1929年建造。現在は大学の管理棟として用いられている。

リンフィールド大学は、US News & World Reportの総合カレッジ・学部課程（Comprehensive Colleges-Bachelor's）部門において、6年間連続で西部地域第1位の座に輝いた。2007年の同ランキングでは構成が変わり、リベラル・アーツ・カレッジ部門に再カテゴリー化された。2010年現在の順位は118位であり、プリンストン・レビューにおいては西部地域の名門校の一つに数えられた。教授の94%が各々の分野で最高位の学位を有している。1999年以来、16人の卒業生がフルブライト奨学金を授与されている。2009年、リンフィールド大学のピーター・リチャードソン言語学教授がオレゴン・プロフェッサー・オブ・ザ・イヤーに選ばれた。

## 運動競技
アメリカンフットボールチーム「ワイルドキャット」は、全レベルのNCAAの中でも最も長い連勝記録を保持するチームである。2009年現在、同チームは54シーズンの連勝に達している。リンフィールドはこれまでにアメリカンフットボールで4回の全米制覇（NCAA Division III: 2004, NAIA Division II: 1982, 1984, 1986）、ならびに野球で2回を全米制覇（NAIA Division II: 1966, 1971）を達成した。2007年5月、リンフィールドのソフトボールチームは2007年度NCAA Division IIIのソフトボールチャンピオンシップで優勝した。2009年では、リンフィールドのアメリカンフットボールチームが12-1の成績を収め、第33代カンファレンス・チャンピオンとなった。同チームはその後、NCAA Division IIIの上位4傑として準決勝戦へ進出した。
リンフィールドは多くの選手をスポーツ界に輩出している。野球界では元ニューヨーク・ヤンキースのスコット・ブロシアスがいる。ブロシアスは現在、リンフィールドで野球のヘッドコーチを務めている。また、アメリカンフットボール界では元サンディエゴ・チャージャーズのブレット・エリオットもリンフィールドの卒業生で、在学中は2004年のチャンピオンシップ出場チームでクオーターバックを務めた。元マイアミ・ドルフィンズ総括マネージャーのランディ・ミュラーは、リンフィールド在学中、1982年度NAIAチャンピオンシップ出場チームのクオーターバックを務めていた。
大学には、野球、男子バスケットボール、女子バスケットボール、クロスカントリー、アメリカンフットボール、男子ゴルフ、女子ゴルフ、女子ラクロス、女子サッカー、男子サッカー、ソフトボール、水泳、女子テニス、男子テニス、陸上、女子バレーボールの大学スポーツチームがそれぞれある。。
| リンフィールド大学・ワイルドキャット・チャンピオンシップ リンフィールド・スポーツ統計 |                              |                      |                                                           |                   |
| 年度                                                                                  | スポーツ種目                 | コーチ               | 開催地                                                    | 協会・部門        |
| 1966                                                                                  | 野球                         | ロイ・ヘルザー       |                                                           | NAIA Division II  |
| 1971                                                                                  | 野球                         | アド・ラッチマン     |                                                           | NAIA Division II  |
| 1982                                                                                  | アメリカンフットボール       | アド・ラッチマン     | オレゴン州マクミンビル市 マクスウェル・フィールド         | NAIA Division II  |
| 1984                                                                                  | アメリカンフットボール       | アド・ラッチマン     | オレゴン州マクミンビル市 マクスウェル・フィールド         | NAIA Division II  |
| 1986                                                                                  | アメリカンフットボール       | アド・ラッチマン     | オレゴン州マクミンビル市 マクスウェル・フィールド         | NAIA Division II  |
| 2004                                                                                  | アメリカンフットボール       | ジェイ・ローシー     | バージニア州セイラム市                                    | NCAA Division III |
| 2007                                                                                  | ファストピッチ・ソフトボール | ジャクソン・ヴォーン | バージニア州セイラム市 モイヤー・スポーツ・コンプレックス | NCAA Division III |

## メディア組織

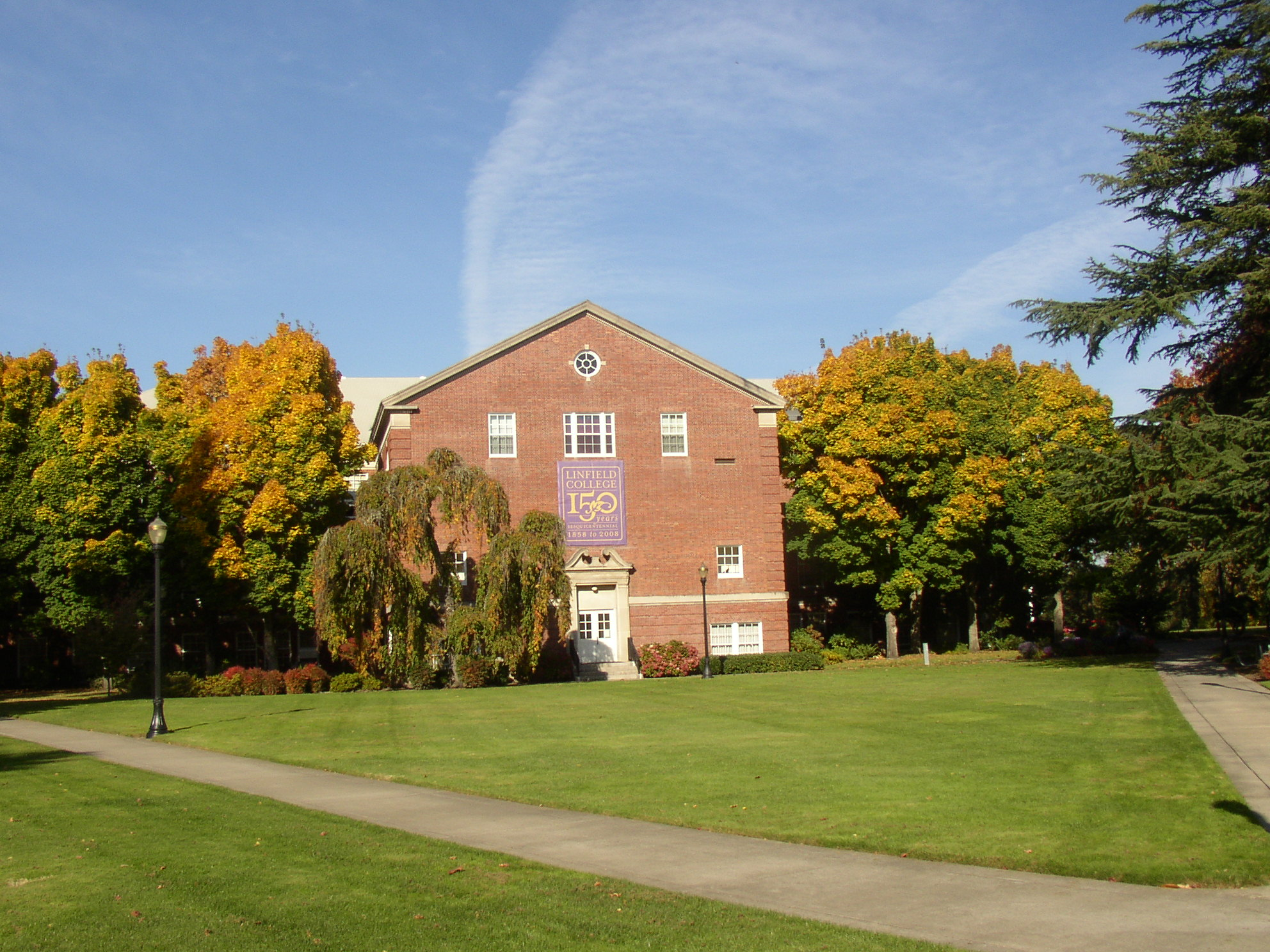
メルローズ・ホール。アカデミック・クアッドからの外観。

### KSLC FMラジオ
KSLCは学生のみによって運営されているラジオ局で、マクミンビルおよび近隣地域に向けて発信されている。常勤の学生スタッフは9人で構成され、その上にはアドバイザーとして教員が1人面倒を見ている。学生はブロードキャスティングの実践クラスや単なるボランティア活動などを通じて参加を促されている。さまざまな音楽を流したり、リンフィールド・ワイルドキャットのスポーツイベントの実況を行ったりしている。平日の夜にはパンク、ヘビーロック、ワールドミュージック、ヒップホップなどで人気の音楽を放送する特別番組がある。ラジオ局は以前はパイオニア・ホールにあったが、2007年に移転し、現在はレンショー・ホールを拠点としている。

### ザ・リンフィールド・レビュー
ザ・リンフィールド・レビュー（The Linfield Review）は、学生によって発刊されている大学の週刊新聞である。大学内の学生のみによって作られており、資金のほとんどは学生会が出資している。2007年3月19日付けの同新聞によれば、リンフィールド・レビューはポートランドで開催された全米大学新聞コンクールで第3位の成績を収めた。

## フラタニティとソロリティ

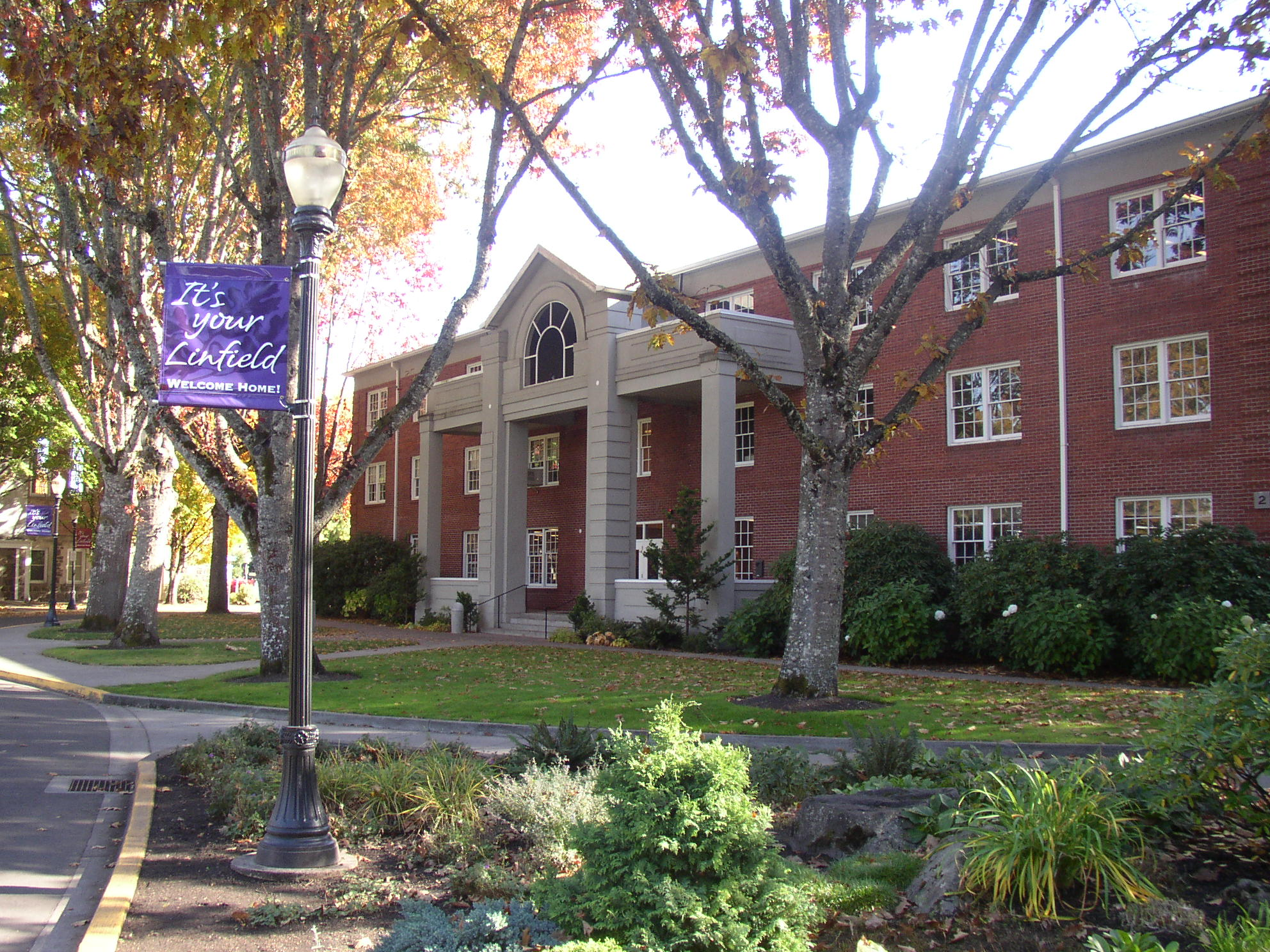
ライリー・センター。リンフィールド大学学生会の本拠地である。

2007年現在、フラタニティとソロリティがそれぞれ4組織ずつある。ソロリティは、アルファ・ファイ（ΑΦ）、ゼータ・タウ・アルファ（ΖΤΑ）、シグマ・カッパ・ファイ（ΣΚΦ）、ファイ・シグマ・シグマ（ΦΣΣ）の4つである。フラタニティは、デルタ・サイ・デルタ（ΔΨΔ）、カッパ・シグマ（ΚΣ）、パイ・カッパ・アルファ（ΠΚΑ）、シータ・カイ（ΘΧ）の4つである。シグマ・カッパ・ファイとデルタ・サイ・デルタは地域組織であり、全国の連盟組織はない。リンフィールドのフラタニティは4つともすべて家を有しているが、ソロリティはいずれもこれを有していない。

## 関係者
- エイミ・タン- 作家[15]
- スコット・ブロシアス - 元ニューヨーク・ヤンキース選手
- ケネス・スコット・ラトゥーレット
- 吉川宗男（英語版） - 学部卒業生、異文化コミュニケーション研究者